# Mingrelianos

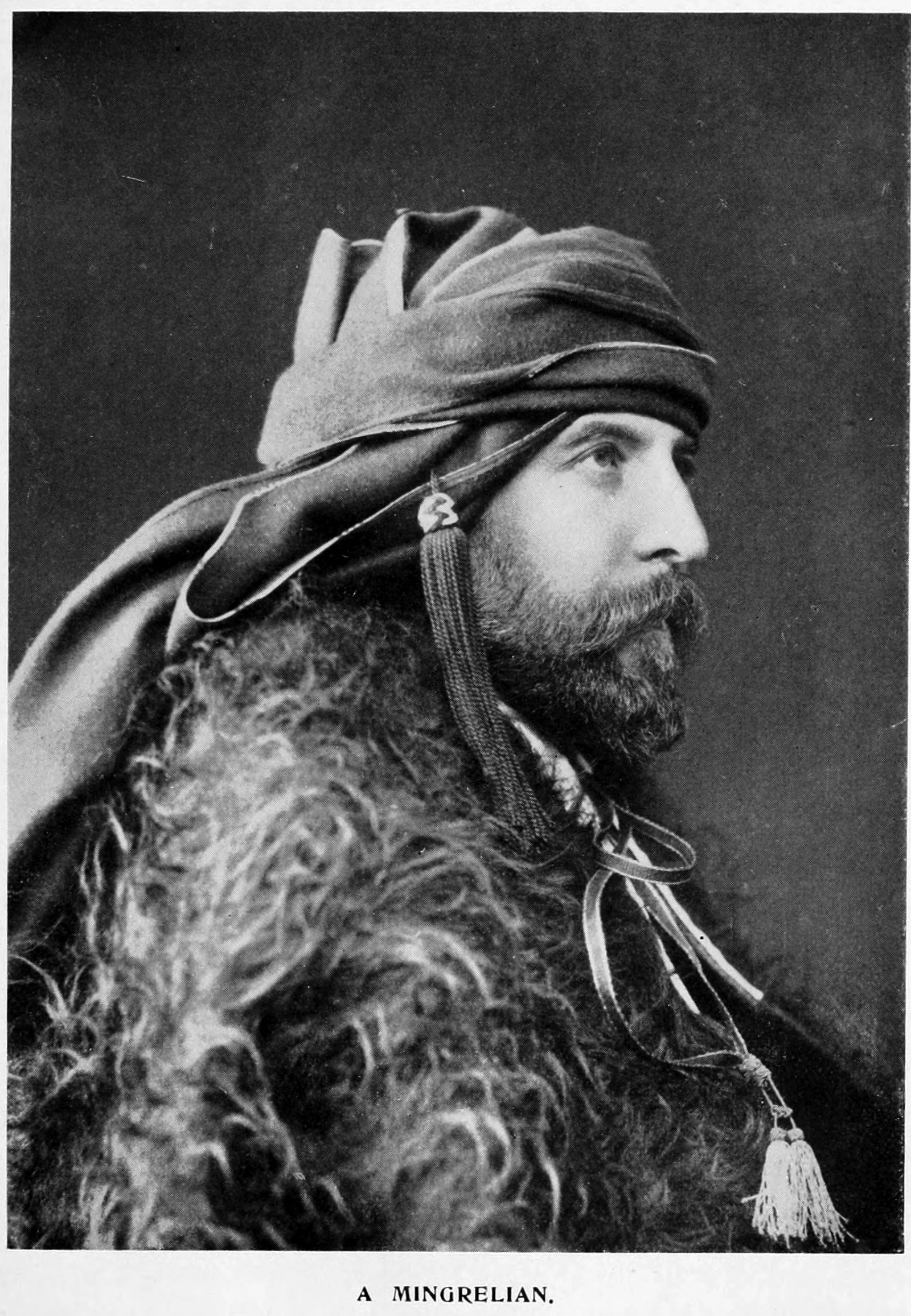
Mingreliano en 1900

Los mingrelianos o megrelianos (en megreliano: მარგალეფი, romanizado: margalepi; en georgiano: მეგრელები, romanizado: megrelebi) son un subgrupo étnico del pueblo georgiano de habla kartveliana que viven principalmente en la Región de Mingrelia-Alta Esvanetia, Georgia. También se encuentran en Abjasia y Tbilisi . En el censo soviético anterior a 1930, a los mingrelianos se les otorgó su propia categoría de grupo étnico. 
Hablan el idioma mingreliano y suelen ser bilingües también en georgiano . Ambas pertenecientes a las lenguas kartvelianas .   

## Historia
En el siglo XIII a. C. se formó el Reino de Cólquida, como resultado de la consolidación de las tribus de la región de la actual Georgia occidental. El endónimo margalepi (მარგალეფი) se refleja en el griego como Manraloi (Μάνραλοι), registrado como pueblo de Colchis por Ptolomeo en el siglo II a. C.
A mediados del siglo III, la tribu Lazi llegó a dominar la mayor parte de Cólquida y estableció el reino de Lázica. En el siglo V, el primer rey cristiano Gubazes I declaró el cristianismo como religión estatal. En esta época se comenzó a tener un contacto más estrecho con los griegos y se fue adquiriendo rasgos culturales helénicos, incluido en algunos casos el idioma. Entre los años 542 y 562, Lázica fue escenario de una confrontación entre los imperios bizantino y sasánida, que culminó en la Guerra Lázica . La ofensiva del emperador Heraclio en el año 628 d. C. supuso la victoria sobre los persas y aseguró el dominio romano hasta la invasión y conquista del Cáucaso por los árabes en la segunda mitad del siglo VII.
En el siglo VII, Lázica cayó ante la conquista musulmana; sin embargo, en el siglo VIII, las fuerzas de Lázica y Abasgia repelieron con éxito la invasión. En 780 Lazica fue incorporada al Reino de Abjasia como resultado de la sucesión dinástica; este último lideró la unificación de la monarquía georgiana en el siglo XI. La nobleza y el clero pasaron de la tradición eclesiástica helénica a la georgiana, y a su vez con el idioma. Tras la fragmentación del Reino de Georgia en el siglo XV, Mingrelia pasó a ser un principado autónomo dentro del Reino de Imereti, este a su vez siendo un principado autónomo del imperio otomano, así hasta ser anexada por el Imperio ruso en el siglo XIX.
En varios censos del Imperio ruso y la Unión Soviética, los mingrelianos constaron como un grupo separado ya que al momento de la anexión, Mingrelia estaba políticamente separada de Georgia oriental, los centros políticos y culturales históricos de los reinos georgianos medievales. Se les incluyó bajo la categoría más amplia de georgianos en la década de 1930. En la actualidad, la mayoría se identifican como un subgrupo de la nación georgianam, conservando muchos rasgos culturales característicos, como el idioma, que se remontan a la era colquiana precristiana.
Después del violento golpe de Estado del 21 de diciembre de 1991 al 6 de enero de 1992, Mingrelia se convirtió en el centro de la guerra civil, que terminó con la derrota de los partidarios del presidente Gamsakhurdia.
Entre 180.000 y 200.000 mingrelianos, junto con otros georgianos, fueron expulsados de Abjasia como resultado del conflicto abjasio-georgiano de principios de la década de 1990 y la consiguiente limpieza étnica de los georgianos en esta región separatista.

## Mingrelianos notables
- Konstantine Gamsakhurdia (1893–1975), uno de los escritores georgianos más influyentes del siglo XX
- Zviad Gamsakhurdia (1939-1993), primer presidente de Georgia  (en el cargo: 1991-1992)
- Lavrentiy Beria (1899-1953), jefe de la policía secreta soviética en la última etapa de Stalin
- Merab Kostava (1939-1989), disidente georgiano, poeta, músico y héroe nacional de Georgia
- Ambrosi Khelaia (1861-1927) Católicos y Patriarca de toda Georgia
- Tedo Sakhokia (1868-1956), etnógrafo, lexicólogo, folclorista, traductor, periodista de opinión y educador georgiano
- Akaki Khoshtaria (1868-1956), empresario, socialité y filántropo georgiano
- Sultán Şevkefza (1825 – 1889), sultán otomano Valide en 1876

- Guram Gabiskiria (1947-1993) , héroe nacional de Georgia
- Zhiuli Shartava (1944-1993) Héroe nacional de Georgia
- Geno Adamia (1936-1993), héroe nacional de Georgia
- Zaza Damenia – Cabo del ejército georgiano, Héroe Nacional de Georgia
- Alexander Berulava (1945-1993) fue galardonado con la Orden de primer grado de Vakhtang Gorgasali por su coraje y heroísmo en la lucha por la protección de la patria y su integridad territorial.
- Meliton Kantaria (1920-1993) fue un sargento georgiano del ejército soviético a quien se le atribuye haber izado una bandera soviética sobre el Reichstag.
- Vera Pagava (1907-1988) fue una artista georgiana
- Dutu Megreli (1867-1938) - Escritor, poeta y figura pública georgiano, miembro de la sociedad para la difusión de la alfabetización entre los georgianos.
- Nikoloz Dadiani (1878-1939) - Poeta, escritor y publicista georgiano.
- Ilia Topuria (nacido en 1997), artista marcial mixto profesional
- Khvicha Kvaratskhelia (nacido en 2001), jugador de fútbol
- Tornike Shengelia (nacido en 1991), jugador de baloncesto
- Zaza Pachulia (nacido en 1984), jugador de baloncesto
- Mamia Alasania (1943-1993) Héroe nacional de Georgia
- Zviad Gamsakhurdia (1939-1993), primer presidente de la Georgia independiente y nacionalista georgiano .